# Søfteland
Syfteland este o localitate din comuna Os, provincia Hordaland, Norvegia, cu o suprafață de 0,94 km² și o populație de 1.425 locuitori (2013).